# Barranc de Cal Mascarell

El Barranc de Cal Mascarell, respecte del terme d'Abella de la Conca

El barranc de Cal Mascarell és un barranc, afluent del riu de Pujals. Pertany a la conca del Segre, i discorre del tot dins del terme d'Abella de la Conca, en terres del poble de Bóixols, al sud de l'extrem de llevant de la Serra de Carreu.
Neix a la partida de Gavernera, passa pel costat de ponent de Cal Mascarell, forma el Clot de la Viuda, passa a ponent de la Tolla i a llevant de Cal Mateu, travessa la carretera L-511 a prop i al nord-oest del poble de Bóixols i s'ajunta al riu de Collell just a ponent del poble.

## Etimologia
El barranc pren el nom de la masia més important a prop de la qual passa, Cal Mascarell.